# Elivagar (Band)
Elivagar war eine im Jahr 2005 in Schaumburg gegründete Pagan-Metal-Band.

## Geschichte
Nachdem die Band 2005 gegründet wurde, ergatterte sie einen Plattenvertrag beim deutschen Plattenlabel Trollzorn Records, welches hauptsächlich Pagan- und Folk Metal vertreibt. Am 28. März 2008 erschien daraufhin ihr Debütalbum Heirs of the Ancient Tales (englisch für: ‚Erben der altertümlichen Geschichten‘). Zusätzlich starteten Vitiris und Azalon das Musikprojekt Last Moon’s Dawn.
Im Sommer 2009 gab die Band den Ausstieg ihres Gitarristen Joshy aus persönlichen Gründen bekannt. Ein Jahr später löste sich die Band auf. Als Beweggründe nannten sie unter anderem zeitliche Diskrepanzen und Änderungen ihres Musikgeschmacks.

## Stil
Der Stil ist von einer Blockflöte und Black-Metal-Elementen geprägt, wie zum Beispiel Double-Bass-Schlagzeug. Außerdem sind oft ruhigere Parts in den Liedern, wie in dem Lied Ruhm der Schlacht. Oftmals sind auch Blastbeats in den Liedern zu finden. Die Texte beziehen sich oftmals auf germanische Helden oder Schlachten und der Gesang wechselt zwischen klar und guttural. Neben E-Gitarren werden auch akustische Gitarren für ruhigere Parts eingesetzt.

## Diskografie
- 2005: Pride (Demo)
- 2008: Heirs of Ancient Tales (Album, Trollzorn Records)